# Bloody Lunatic Asylum
Bloody Lunatic Asylum – czwarty album studyjny włoskiego zespołu muzycznego Theatres des Vampires, wydany w maju 2001 roku przez wytwórnię Blackend.
Utwory wykonywane głównie przez Lorda Vampyra (Alessandro Nunziati) opowiadają o wampirach, kulcie Szatana, czarnych mszach itp. Są one śpiewane po łacinie (np. Preludium to Madness), angielsku (Pale Religious Letchery) i francusku (Les Litanies de Satan).
W dwóch utworach pojawiają się fragmenty twórczości Charles'a Baudelaire'a:
- Lilith's Child (zobacz też: Lilith) – fragment wiersza Le Revenant z tomiku Kwiaty zła,
- Les Litanies de Satan – tekst tego utworu pochodzi z poematu Baudelaire'a pod tym samym tytułem, również z tomiku Kwiaty zła.

Poza tym tekst Pale Religious Letchery jest zaczerpnięty w całości z twórczości Williama Blake'a, a konkretnie z książki The Marriage of Heaven and Hell (Małżeństwo nieba i piekła).

## Lista utworów
1. „Preludium to Madness” – 2:31
2. „Til the Last Drop of Blood” – 5:37
3. „Une Saison en Enfer” – 6:05
4. „Dances with Satan” – 5:12
5. „Lilith's Child” – 7:25
6. „Pale Religious Letchery” – 3:46
7. „Altar for the Black Mass” – 8:17
8. „Lunatic Asylum” – 5:48
9. „Oath of Supremacy” – 6:23
10. „Dominions” – 5:18
11. „Les Litanies de Satan” – 5:38

## Twórcy
- Lord Vampyr – śpiew, gitara akustyczna, produkcja, miksowanie
- Incubus – gitara
- Strigoi – gitara
- Blutsauger – gitara basowa
- Blasfemator – perkusja, wokal wspierający
- Necros – instrumenty klawiszowe, wokal wspierający, projekt okładki, zdjęcia
- Sonya Scarlet – śpiew (gościnnie)
- Justine Consuelo – śpiew (gościnnie)
- Alessandro Guardia – miksowanie, realizacja nagrań
- Sergio Cavaliere – projekt okładki
- Giada Giusti – zdjęcia